# Unione Sportiva Crotone 1960-1961
Questa pagina raccoglie i dati riguardanti l'Unione Sportiva Crotone nelle competizioni ufficiali della stagione 1960-1961.

## Stagione
Nella stagione 1960-1961 l'Unione Sportiva Crotone disputò il campionato di Serie C. Dopo un inizio che vide la squadra conquistare 6 punti in ben 5 giornate, il campionato della squadra ebbe diversi alti e bassi che portarono ad un numero piuttosto equo di vittorie, pareggi e sconfitte. Il Crotone concluse infatti il campionato al sedicesimo con 28 punti che lo portò a disputare e a vincere lo spareggio per non retrocedere in Serie D contro il Cral Cirio per 2-1.

## Divise
| Casa |

## Rosa
| N. |                   | Ruolo | Calciatore             |
| -- | ----------------- | ----- | ---------------------- |
|    | Italia (bandiera) | C     | Benito Bissoli         |
|    | Italia (bandiera) | C     | Carlo Cherubini        |
|    | Italia (bandiera) | D     | Renato De Togni        |
|    | Italia (bandiera) | P     | Luciano Dalla Villa    |
|    | Italia (bandiera) | D     | Vito Fino              |
|    | Italia (bandiera) | C     | Romano Forin           |
|    | Italia (bandiera) | D     | Osvaldo Galeazzi       |
|    | Italia (bandiera) | C     | Augusto Geremicca      |
|    | Italia (bandiera) | C     | Ampelio Gianfranceschi |
|    | Italia (bandiera) | A     | Luciano Grisi          |

| N. |                   | Ruolo | Calciatore           |
| -- | ----------------- | ----- | -------------------- |
|    | Italia (bandiera) | P     | Pierangelo Meda      |
|    | Italia (bandiera) | D     | Dino Paolini         |
|    | Italia (bandiera) | A     | Gino Pavan           |
|    | Italia (bandiera) | C     | Angelo Pisoni        |
|    | Italia (bandiera) | A     | Giuseppe Rampazzo    |
|    | Italia (bandiera) | A     | Gianni Ravelli       |
|    | Italia (bandiera) | D     | Aldo Smeriglio       |
|    | Italia (bandiera) | A     | Loris Topan          |
|    | Italia (bandiera) | A     | Giovanni Veglianetti |